# Hans-Dieter Brunowsky
Hans-Dieter Brunowsky (* 1. August 1923 in Dorpat; † 22. Mai 2012 in Hamburg) war ein deutscher Marineoffizier, Volkswirt und Schriftsteller.

## Leben
Als Sohn eines Pfarrers wuchs Brunowsky in Dorpat auf und ging auf die Realschule dieser Stadt. Durch die Umsiedlung der Deutsch-Balten nach dem deutsch-sowjetischen Nichtangriffspakt gelangte die Familie nach Posen. Er machte an der Hindenburg-Oberschule am 1. Oktober 1941 das Notabitur und meldete sich sofort zur Kriegsmarine für die aktive Offizierslaufbahn. Er war auf dem Schweren Kreuzer Prinz Eugen, dem Torpedoboot Löwe und auf den U-Booten U 108 und U 3026 eingesetzt. Als Leutnant zur See geriet er bei der bedingungslosen Kapitulation der Wehrmacht am 8. Mai 1945 für zwei Monate in britische Kriegsgefangenschaft.
Nachdem er bis zum 30. Juni 1948 den Abiturientenlehrgang für Kriegsteilnehmer absolviert hatte, studierte er ab dem Sommersemester 1949 an der Friedrich-Alexander-Universität Erlangen Volkswirtschaftslehre. 1950 wurde er im dorthin verlegten Corps Lusatia Leipzig aktiv. Nach dem Examen als Dipl.-Volkswirt 1952 arbeitete er von 1953 bis 1960 als Mineralölkaufmann bei der Deutschen Shell AG in Augsburg. Um beim Neuaufbau der Bundeswehr mitzuhelfen, meldete er sich 1961 zur Bundesmarine. Er wurde als Oberleutnant zur See vor allem in der Ausbildung des Marinenachwuchses eingesetzt und fuhr als Kadettenoffizer auf der Schulfregatte Hipper. Als Kapitänleutnant (1962) war er Prüfoffizer der Offizierbewerberprüfzentrale. Anschließend war er Hilfsreferent im Bundesministerium der Verteidigung und im Bundeskanzleramt, schließlich Referent im Verteidigungsministerium. Besonders widmete er sich Fragen der Ausbildung und der Elektronischen Datenverarbeitung. Zum Korvettenkapitän und Fregattenkapitän befördert, wurde er 1975 als Dozent für Allgemeine Führungslehre an die Führungsakademie der Bundeswehr berufen. Seine beruflichen Erfahrungen verwertete er in einem Lehrbuch für Führungskräfte.
Seit 1980 im Ruhestand, saß er im Vorstand des Deutschen Hochseesportverbandes HANSA. Er war vor allem für das Ausbildungswesen der einzelnen Yachtschulen zuständig. Im BrunoMedia Verlag seines Sohnes Ralf-Dieter Brunowsky veröffentlichte er seit 2008 die meist mit einem Enkel verfassten Ratgeber für die ältere Generation. Die „Opa-Reihe“ kam auf eine Gesamtauflage von über 222.000 Exemplaren.
Hans-Dieter Brunowsky wurde auf dem Friedhof Ohlsdorf beigesetzt. Die Grabstätte im Planquadrat BV 65 liegt gegenüber von Kapelle 11.

## Werke
- Verhandlungen zielbewusst vorbereiten, überzeugend führen, erfolgreich abschliessen. Stuttgart 1980.[4]
- mit Maximilian Kubenz: Opa – das kannst Du auch. Mein Enkel erklärt mir den Computer.
- mit Maximilian Kubenz: Opa – das kannst du auch. Mein Enkel erklärt mir das Internet.
- mit Maximilian Kubenz: Opa – das kannst Du auch. Wir lernen digital fotografieren.
- mit Maximilian Kubenz: Opa – wie werd ich Millionär? Mein Enkel will mit mir über Geld reden.
- mit Kira Kubenz: Gesund & fit bleiben! Opa – das kannst Du auch.
- Opa – da lachst du auch! Meine Erlebnisse im Alter.